# Char des États provinciaux
 (novembre 2024).
Si vous disposez d'ouvrages ou d'articles de référence ou si vous connaissez des sites web de qualité traitant du thème abordé ici, merci de compléter l'article en donnant les références utiles à sa vérifiabilité et en les liant à la section « Notes et références ».

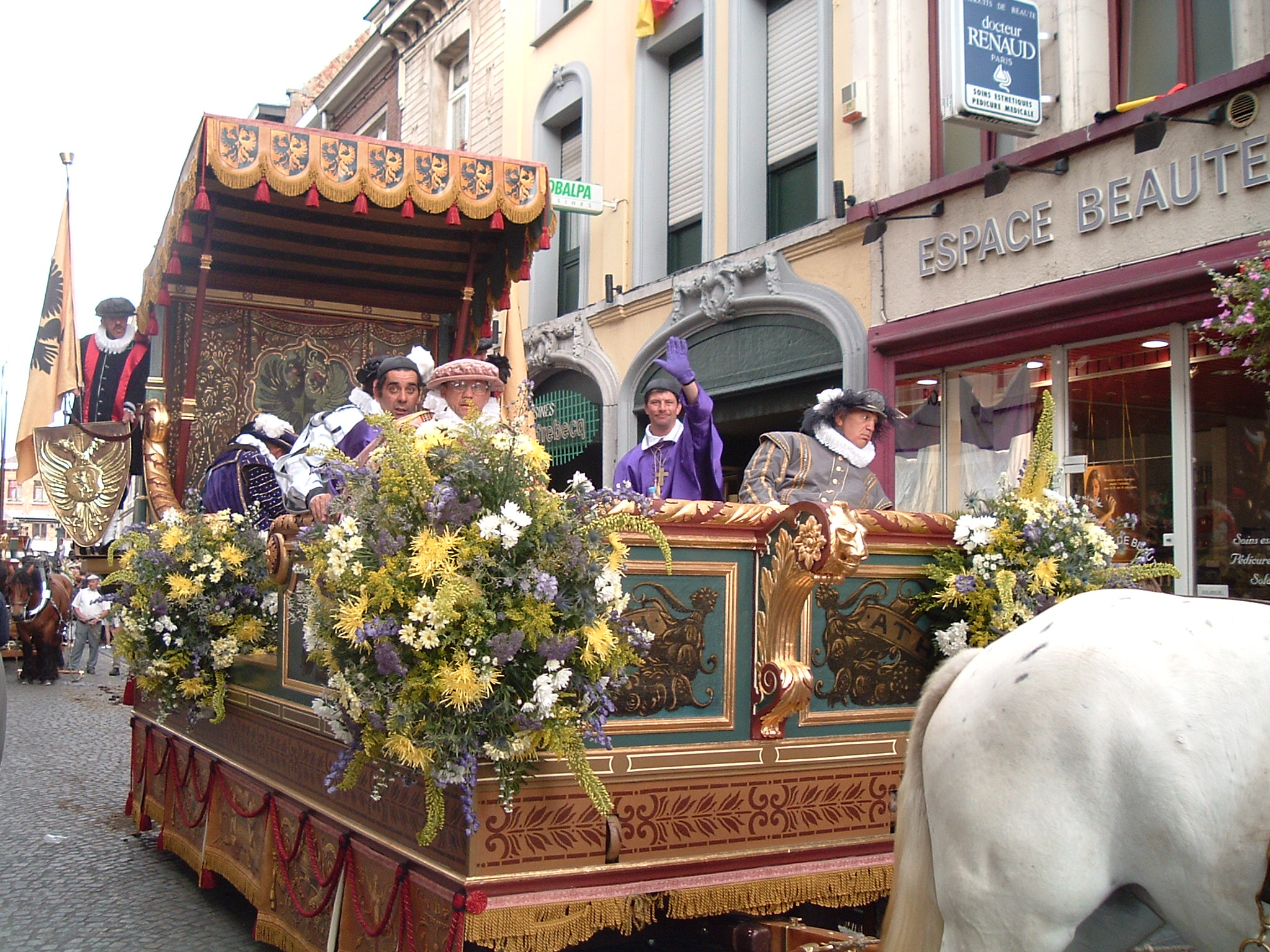
Le char des États provinciaux à la Ducasse d'Ath 2005.

Le char des États provinciaux est un char du Cortège de la Ducasse d'Ath.
Il figurait dans le cortège organisé à Bruxelles à l'occasion du cinquantenaire des chemins de fer ([Quand ?]), sous le nom de char de la Musique des Marchands (Ligue hanséatique). 
Acheté par la Ville d'Ath en 1885, il a été transformé en char des États provinciaux pour rappeler que cette assemblée du comté de Hainaut s'est réunie à Ath en 1572, Mons étant alors occupée par les opposants protestants à l'Espagne.